# Башкирский национальный костюм

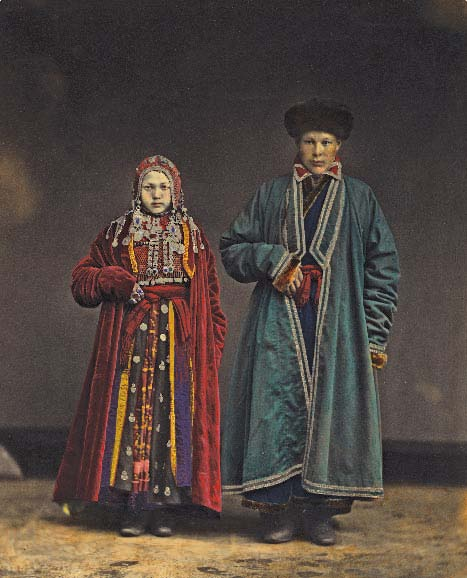
Башкиры в национальных костюмах

Башкирский национальный костюм, как и у других народов мира, является неотъемлемой частью национальной культуры башкир. Представляет собой ансамбль, сочетающий различные компоненты одежды, головных уборов, обуви и национальных украшений. По назначению одежда подразделялась на повседневную, праздничную и ритуальную. Одежду башкиры шили из тканей, домашнего сукна, войлока, овчины, пряжи, кожи, меха; употреблялся также крапивный и конопляный холст, обувь шили из кожи. Для орнаментации одежды использовали аппликацию, вышивку и другие виды декора.
Самой важной у башкир была многочисленность верхних одежд, особенно в праздничных костюмах. Башкиры на нижнюю одежду надевали несколько слоёв верхней — несколько халатов один на другой в любое время года и независимо от погоды.
Традиционной верхней длиннополой одеждой башкир был елян (баш. елән) — костюм с рукавами на подкладе. Бытовал мужской (прямоспинный) и женский (приталенный, расклешённый). Мужской елян шили из тёмных хлопчатобумажных тканей, иногда из бархата, шёлка, белого атласа; отделывали нашивками из красного сукна (по подолу, полам, рукавам), украшали аппликацией, вышивкой, позументом. Женский елян шили из цветного бархата, чёрного сатина, шёлка. Подол, полы, рукава отделывали нашивками из разноцветного сукна (красного, зелёного, синего), чередуя их с позументом. Еляны украшали аппликацией, вышивкой, кораллами, монетами, по плечам — треугольными нашивками (баш. яурынса).
В качестве верхней одежды у башкир был распространён казакин — приталенный костюм на подкладке с рукавами и глухой застёжкой, на пуговицах. Казакин был мужской и женской одеждой. Мужские казакины шили из тёмной хлопчатобумажной или шерстяной ткани со стоячим воротником и боковыми прорезными карманами. У башкир казакин был распространён и как форменная одежда военнослужащих башкирских полков.

## Женская одежда

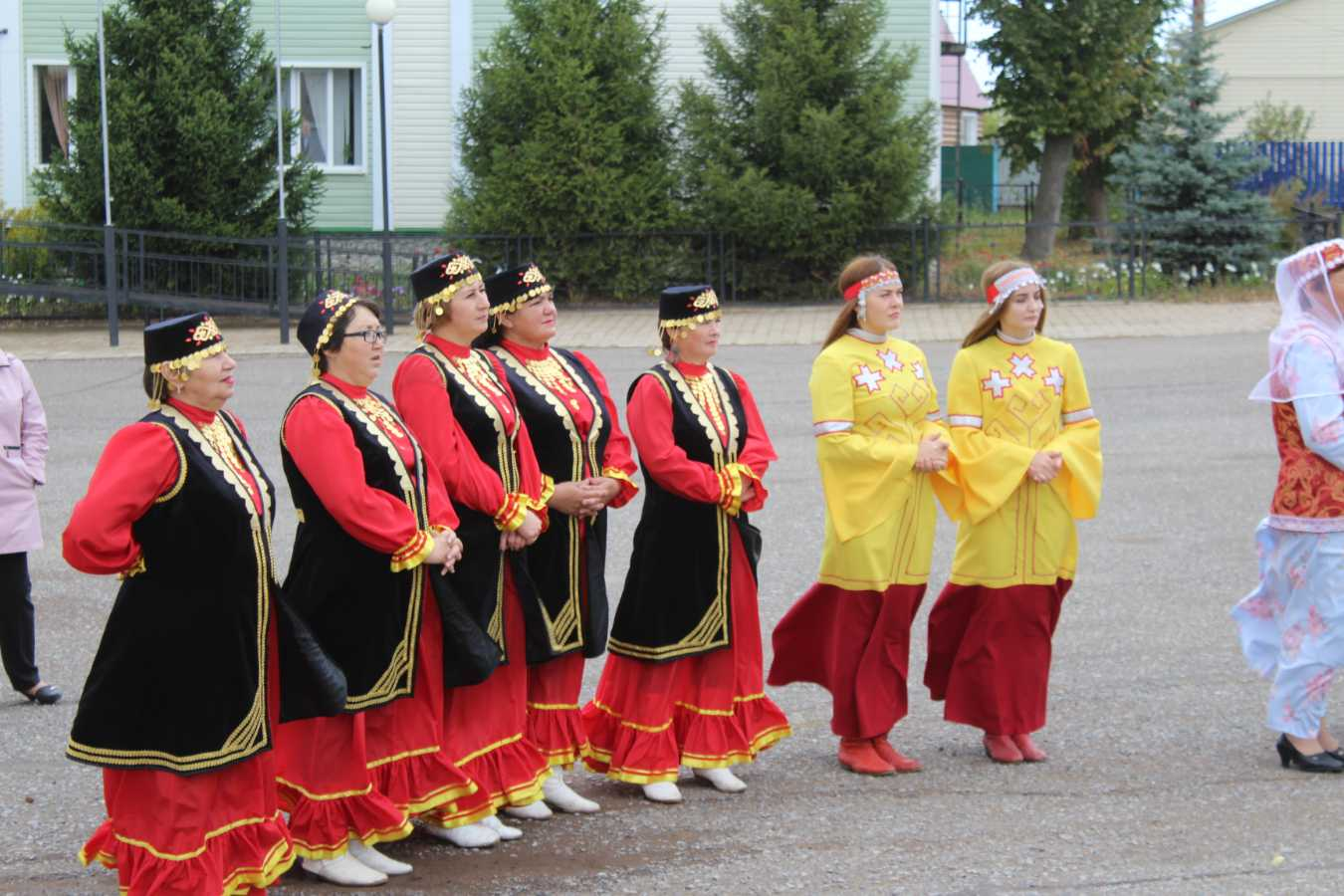
Фотография женщин в национальном башкирском костюме

До начала XX века одежда у башкир (мужчин и женщин) различалась в основном приёмами декоративно-художественного оформления.
Женщины носили платья (баш. күлдәк), широкие штаны (баш. ыштан), короткая безрукавка-камзол (баш. камзул) или кафтан (баш. кәзәкей). На праздник надевали шёлковые или бархатные халаты (елян), бешметы (баш. бишмәт). Зимой носили суконные чекмени (баш. сәкмән), шубы (баш. тун) и тулупы (баш. толоп).
Халаты и шубы включались в праздничный комплект. Халаты расшивались цветным узором, украшались нашивками из кораллов, сердолика, перламутра, монет, ювелирных блях.
Праздничную одежду (платье и фартук) шили из домашней ткани вышитой узорами.

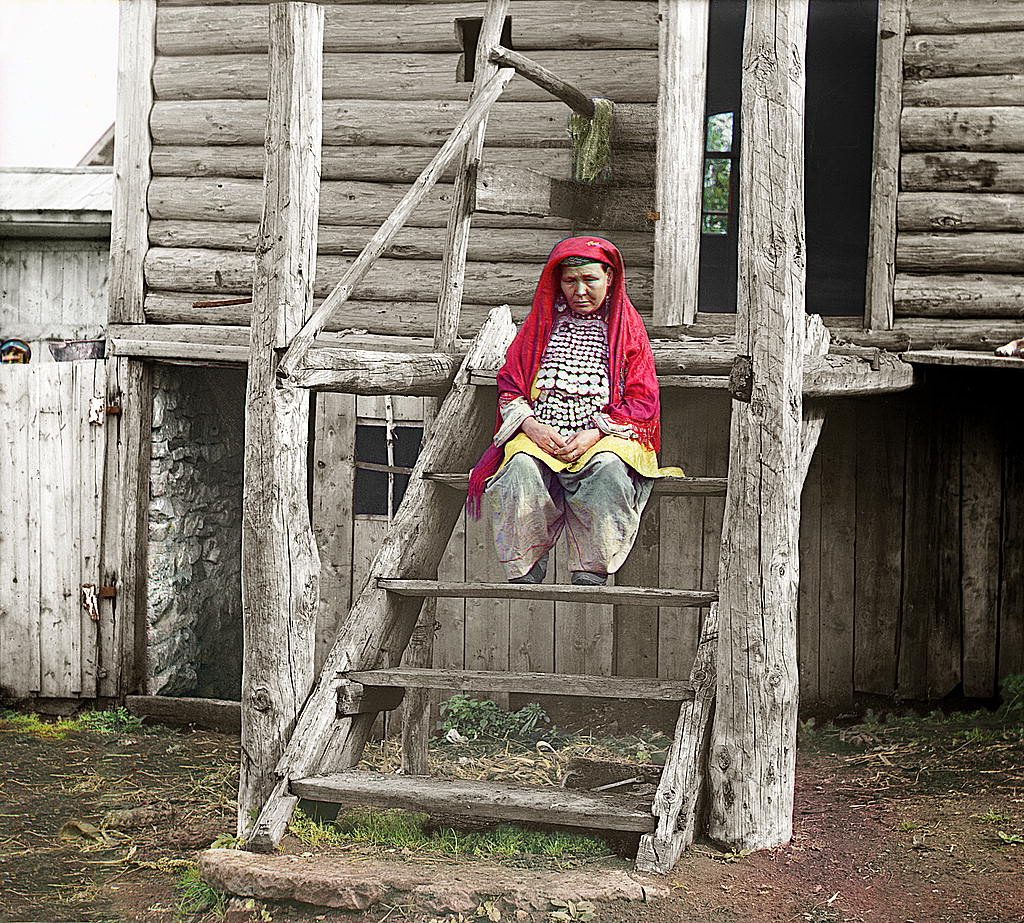
Башкирка в национальном костюме. Фотография С. М. Прокудина-Горского. 1910 год.

Обувь (сарык, башмаки, туфли, кожаные калоши) изготавливали из кожи. В скотоводческих районах кожаные сапоги носило почти все взрослое население. Женские башмаки (ҡата, башмаҡ) вышивались цветной строчкой, шерстяными кисточками.
Летом и осенью в сёлах Башкортостана носили лапти (баш. сабата).
По головным уборам можно было узнать о возрасте и семейном положении женщины. Головные уборы были яркими с нашивками из монет, кораллов, блях. Праздничным головным убором была такыя (баш. таҡыя). Традиционным башкирским мужским и женским меховым головным убором был бурек — выкроенный из 4 клиньев, из 2 полуовалов с вытачками или из 4 усечённых клиньев и круглого дна. Женский бурек шили из меха выдры, бобра, куницы и др. Женщины надевали бурек на тастар или платок. Бурек, отделанный по околышу мехом выдры (баш. ҡама бүрек) или бобра (баш. ҡамсат бүрек), являлся праздничным головным убором. Замужние женщины носили кашмау.
Пожилые женщины носили белый полотняный или ситцевый платок (баш. таҫтар); богатые поверх платка надевали меховые шапки (баш. ҡама бүрек) с плоским бархатным верхом и широким околышем из меха выдры. Носили также шали из пуха и платки.
На ногах женщины носили чулки. У башкир было несколько разновидностей чулков: войлочные (кейез ойок, байпак), суконные (тула ойок), холщовые (киндер ойок), шерстяные вязаные (бэйлэм ойок). Праздничные чулки обшивались красной обшивкой и полосой аппликационного узора — «кускаров» по верхнему краю.
Этнограф Павел Небольсин в своей книге «Записки проезжего» описывает башкирский женский костюм следующим образом:

Характеристическое отличие женского башкирского наряда составляет собственно головной убор, называемый кашбо́в (кашбау, кашмау, хушпу), по-русски «набровник». Этот драгоценный и тяжелый наряд — вроде чепчика, он весь вяжется из корольков, а на макушке и по краям увешивается старыми серебряными копеечками, новенькими пятачками, гривенничками, иногда даже целковыми, а у богатых людей и полуимпериалами. Но так как, я уж сказал, убор этот тяжеловат, да и деньги дороги, то некоторые башкирки заменяют тяжелые золотые и серебряные монеты копиями с них, выбиваемыми из жести и латуни.
К кашбову сзади привешивается длинная широкая лента, ниспадающая поверх платья до самых ног щеголихи. Этот хвост, улун, затейливо вышивается бисером и стеклярусом, моржаном, то есть корольками, и змеиными головками, то есть раковинками. В pendant к улуну, от кашбова же, ниспадает на грудь башкирской женщины сильтяр, или чильтяр, решетка, вынизанная из одних корольков и опушенная бахромкой из стекляруса и мелких корольков; а под сильтяром, от шеи до пояса, и даже еще ниже, навешивается род нагрудника сакал, по-русски «борода», весь составленный из настоящих или фальшивых монет, золотых и серебряных, чаще всего из старинных копеечек. Сверх сакала, над самым желудком, красовалась восьмиугольная серебряная дощечка или бляха, гумбяз — талисман, в таинственную силу которого верят все башкирки. На этом талисмане было восемь рядов арабских цифр; четвертый ряд, самый широкий, состоял из десяти цифр; он суживался понемногу и книзу и кверху; в первом ряду было семь цифр, в последнем только шесть. Цифры расставлены без всякого порядка и, как водится, не имели никакого смысла.
Под всем этим убором, вообще называемым кашбов, виднелся тастар, или длинное, светлое, коленкоровое покрывало, надетое сверх головы и обхватывавшее собою, поверх кульмяка, спину, плечи и грудь башкирской женщины.
Девушки по наружному виду отличаются от женщин тем, что у них голова открыта; костюм их тот же, что и у женщин, кроме кукряка; они носят и сильтяр, и сакал, но собственно кашбова не надевают. Голова у девушки расчесывается пробором на две косы, выкидываемые сверх платья и украшаемые разными побрякушками, змеиными головками, моржанами и кисточками из шерстя или шелка, перевитыми бисером и стеклярусом.
— Небольсин П. И. . — СПб., 1854. — С. 276.

## Мужская одежда

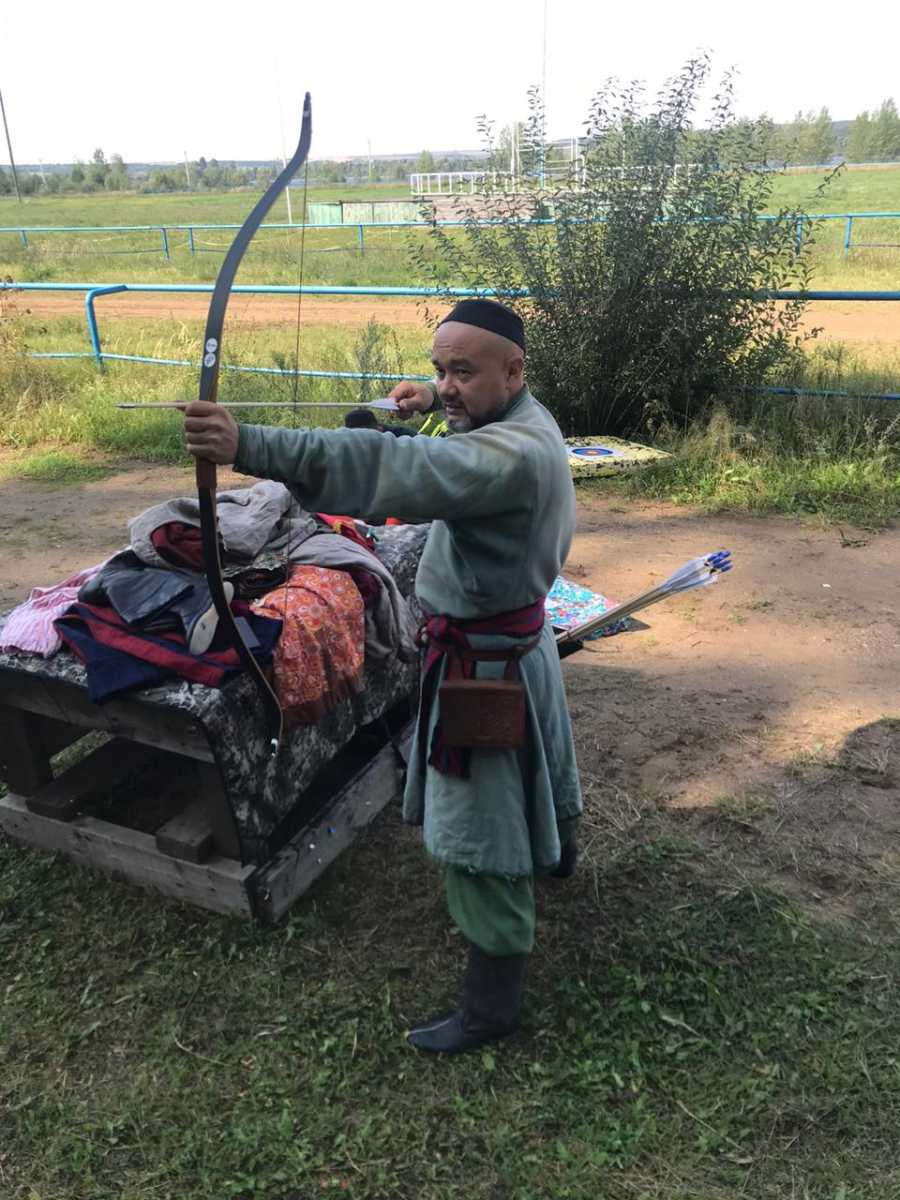
Башкирский мужской национальный костюм

Башкирские мужчины носили неширокие штаны, рубахи. Верхняя одежда — безрукавка-камзол или кафтан.
Башкирская мужская рубаха на юге Урала не имела воротника и скрепляется в шейном вырезе шнурком. Зимой мужчины носили шубы из овчины и тулупы (билле тун, тире тун).

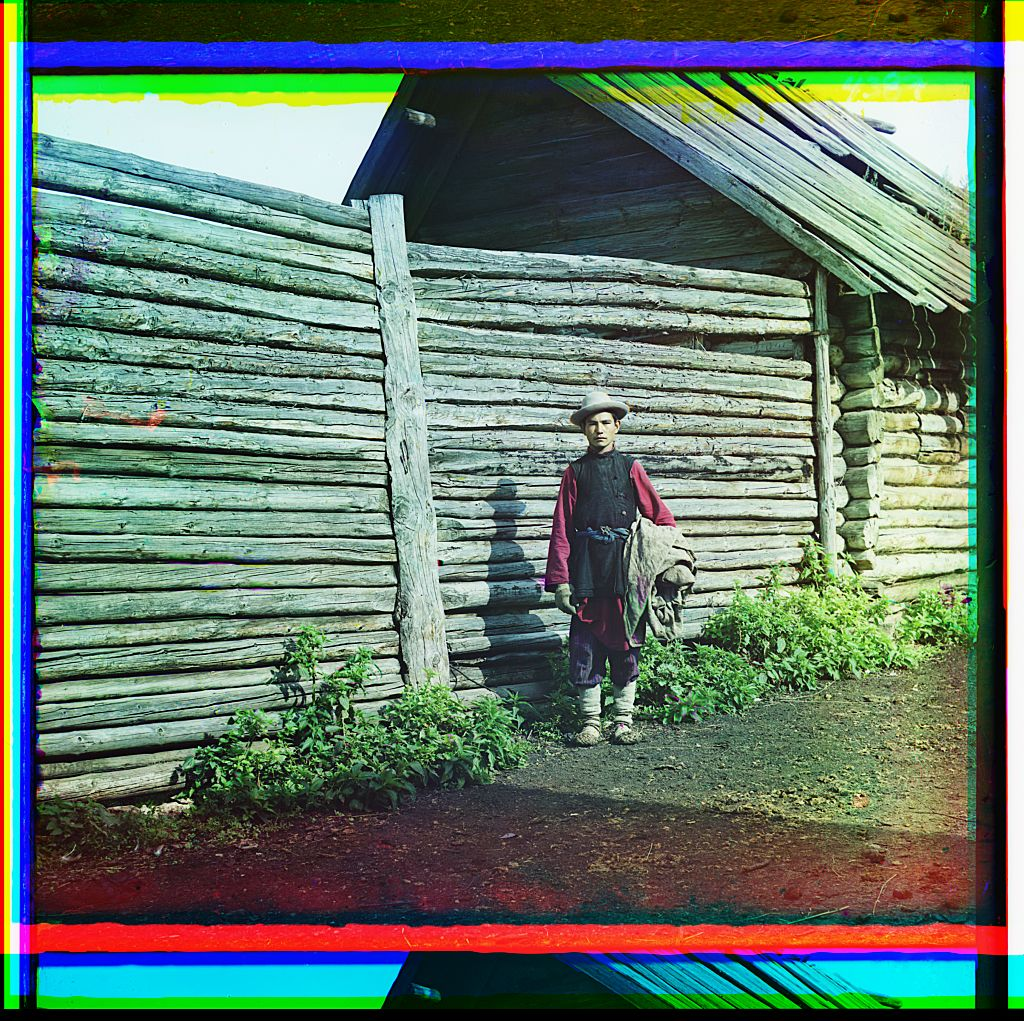
Юный башкир. Фотография С. М. Прокудина-Горского.

Праздничные мужские рубахи вышивались узорами. Исключительно мужской деталью одежды были пояса. По праздникам носились широкие пояса кэмэр (баш. ҡәмәр, ҡамар) с ювелирной пряжкой. Для изготовления кэмэров использовали узорное сукно, бархат, шёлк. Пояса украшали вышивкой, позументом, посеребрёнными или позолоченными металлическими бляхами со вставками из агата, бирюзы, жемчуга, сердолика. Надевали поверх еляна, камзола.
Повседневной для мужчин была шапочка-тюбетейка (баш. түбәтәй), у пожилых тёмная, у молодых — цветная (зелёная, красная, синяя), вышитая шерстью и шёлком, украшенная бисером, кораллами, позументом.

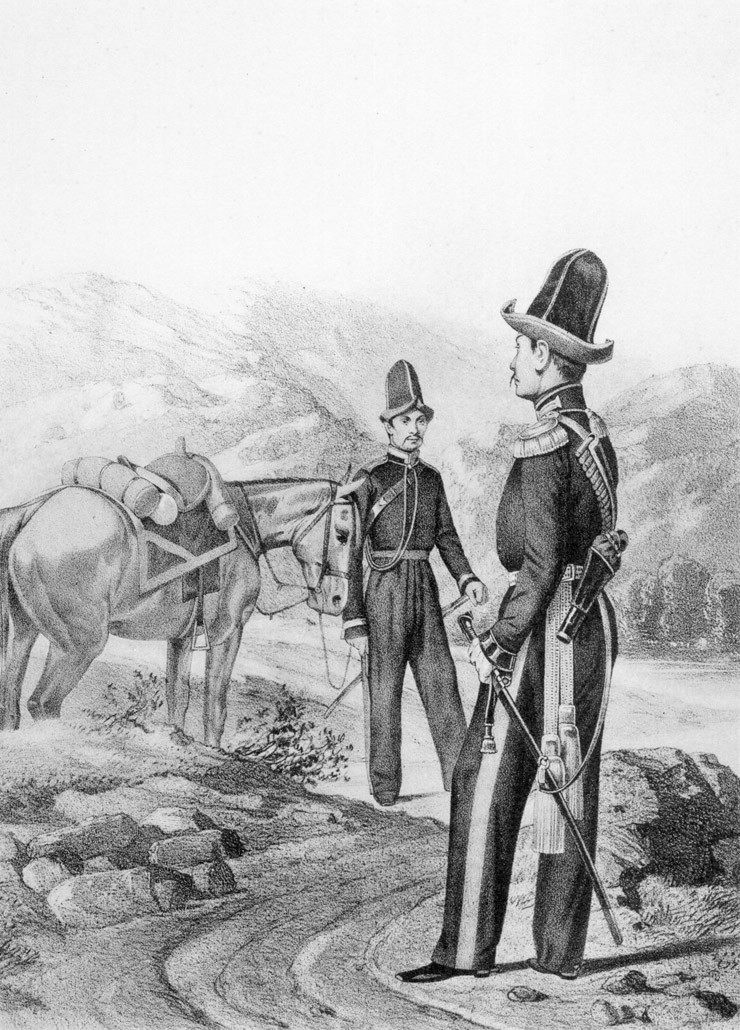
Военная форма урядника и штаб-офицера башкирских кантонов. 1838—1845 гг.

Летом носили и меховые шапки (бурек, кэпэс) из овчины, из шкуры лисы, волка, рыси и др. Края шапки окаймляли полоской из более дорогого меха. В степных районах республики зимой надевали малахаи (кэлэпэрэ, баш. ҡолаҡсын) — уборы с высокой тульёй и полостью, прикрывающей плечи и спину. Малахаи делали из войлока, сукна, подбивали мехом. Носили и колпаки (баш. ҡалпаҡ) из войлока с разрезанными полями. Богатые башкиры носили фетровые фески (баш. фәс) с кистью.
Среди служителей мусульманского культа в качестве головного убора была распространена чалма.
Особенностью, присущей башкирам было ношение мелких кожаных калош с сапожками — ичигами. Сапожки использовали в торжественных случаях: в ней ходили в мечеть, в гости. При этом, заходя в помещение, калоши оставляли у порога. Мужчины носили и чулки, и портянки.
Небольсин так описывает мужской башкирский костюм:

Мужчины, разумеется, щеголяют бешметами и халатами. Бешметы и камзолы шьются из разноцветных, волнистых и полосатых бухарских материй, из узорочных московских штофов и из гладких материй, а халаты преимущественно бывают цветные суконные, выложенные широкими позументами, иногда ряда в три, по воротнику, полам и подолу; бедные люди ходят в грубых белых шерстяных халатах, а у богачей они бывают из тонкого сукна, иногда белые атласные, роскошно вышитые шелками. Под верхним халатом, надеваемым нараспашку, блестит дорогая серебряная, убранная разноцветными камнями, бляха бархатного бухарского пояса; на одном бедре калта, на другом натруска и сумочки для узкого ножа и для дроби.

Главное отличие башкирца составляет калпак. Это очень высокая шапка, похожая на гречневик или на обрубленную сахарную голову, бывает или с очень широким раструбчатым, кверху расходящимся, лисьим околышем или с полями, поддернутыми над висками кверху и имеющими форму раздвоенного уха, но уж без всякой опушки. Первого рода калпаки бывают суконные и иногда обшиваются вдоль тульи крест-накрест узким позументом, а вторые шьются из яркого цветного бархата, преимущественно малинового; поля подшиваются белым плисом; но кроме четырех продольных золотых стрелок, золотой позумент идет кругом тульи внизу, и между каждой парой продольных полосок, вдоль калпака, нашиваются еще по одной небольшой золотой стрелке; таким образом, калпак этот на солнышке как жар горит. Выпускаемые на халат воротнички рубах обшиваются серебряным или золотым снурочком. У башкирцев оседлых кантонов таких парадных нарядов уж нет; там носят простые калпаки из белого войлока или круглые белые шляпы с широкими круглыми полями, надрезываемыми у ушей, для большего удобства поднять или опустить их, глядя по обстоятельствам.— Небольсин П. И. . — СПб., 1854. — С. 276.